# داویت زادویان
داویت مناتساکانی زادویان (ارمنی: Դավիթ Մնացականի Զադոյան؛ زاده ۱۲ ژانویه ۱۹۴۹ - درگذشته ۶ آوریل ۲۰۱۵) یک سیاستمدار اهل ارمنستان که در کابینه روبرت کوچاریان از ۱۹۹۹ تا ۲۰۰۰ به عنوان وزیر انرژی و از ۱۹۹۸ تا ۱۹۹۹ به عنوان وزیر مدیریت قلمرویی خدمت نمود. وی از ۱۹۹۶ تا ۱۹۹۸ سمت استانداری استان آرارات را برعهده داشت. زادویان نماینده دوره اول مجلس ملی جمهوری ارمنستان بوده‌است.